# David Emling
David Emling (* 15. Mai 1987 in Karlsruhe) ist ein deutscher Schriftsteller. 

## Leben
David Emling studierte bis 2013 in Karlsruhe Europäische Kultur- und Ideengeschichte sowie Soziologie. 2017 folgte die Promotion zum Dr. phil. an der TU Dortmund.
Derzeit koordiniert er das Projekt "Schule ohne Rassismus - Schule mit Courage" für die Landeszentrale für politische Bildung Rheinland-Pfalz. Davor war er Verbandsreferent für die AWO Pfalz und wissenschaftlicher Mitarbeiter im Deutschen Bundestag.
Emling war von 2014 bis 2017 Beigeordneter der Gemeinde Bellheim für die Geschäftsbereiche Kultur, Senioren, Jugend, Familie, Soziales, Bücherei und Volkshochschule.
Mit seinem Erstlingswerk Daniels Hang war er 2023 für den Nachwuchspreis des Pfalzpreis für Literatur nominiert. Ein Jahr später folgte sein zweites Solo-Werk, der Erzählband Letzter Gruß durchs blinde Fenster. 2024 erhielt Emling den Martha-Saalfeld-Förderpreis, der mit 2000 € dotiert ist. 2025 gewann er den Limburg-Preis in Höhe von 4000 €.
Emling lebt mit seiner Familie in Bellheim.

## Mitgliedschaften
- Von 2016 bis 2020 Mitglied im „Zentrum junge Literatur“ der Darmstädter Textwerkstatt
- Neustadter Autorengruppe TeXtur
- VS (Verband deutscher Schriftstellerinnen und Schriftsteller) Rheinland-Pfalz/Saarland
- Seit Mai 2023 im PEN

## Werke
- Daniels Hang. Verlag NeuWerk 2022, ISBN 978-3-910300-01-9.
- Letzter Gruß durchs blinde Fenster. kul-ja! publishing 2024, ISBN 978-3-949260-22-3.